# Nārkanda
Nārkanda är en ort i Indien.   Den ligger i distriktet Shimla och delstaten Himachal Pradesh, i den norra delen av landet, 290 km norr om huvudstaden New Delhi. Nārkanda ligger 2 681 meter över havet och antalet invånare är 718.
Terrängen runt Nārkanda är huvudsakligen bergig, men den allra närmaste omgivningen är kuperad. Nārkanda ligger uppe på en höjd. Runt Nārkanda är det ganska tätbefolkat, med 139 invånare per kvadratkilometer. Närmaste större samhälle är Theog, 17,9 km sydväst om Nārkanda. I omgivningarna runt Nārkanda växer i huvudsak blandskog.